# DAYS JAPAN
DAYS JAPAN（デイズ・ジャパン）
1. かつて講談社より発行されていた総合月刊誌。
2. 1の月刊誌が廃刊された後、上記にちなんだ誌名で刊行され、月刊で発行されていたフォトジャーナリズム誌。
3. 2の月刊誌を発行していた出版社、デイズジャパン。

## DAYS JAPAN（講談社発行）
『DAYS JAPAN』は、講談社より発行されていた総合月刊誌。1988年3月1日創刊。創刊時の発行人は内田勝、編集人は土屋右二。表紙はチャールズ3世（当時皇太子）とダイアナ妃。
1988年4月号から1990年1月号までが発行された。発行部数は公称で25万部であった。創刊時の宣伝費は6億円とされる。
創刊以来、世界各地の戦場、環境破壊の現場に取材し写真と共に伝える記事を重点としていた。創刊号は広瀬隆と広河隆一による大型記事「四番目の恐怖」が掲載され、チェルノブイリ、スリーマイル島、ウィンズケール、青森県六ヶ所村での放射能汚染の危険を伝えた。これは2011年3月11日に発生した東日本大震災による福島第1原発の事故を予見した記事としても注目される。
広河隆一はその後も記事を寄稿し、連載記事「地球の現場を行く」も担当した。1989年10月号でネバダ核実験場の風下に住む人々の間で癌や白血病が進行していること、11月号でナバホ・インディアンの聖地にある鉱脈から日本の電力会社がウランを購入する契約を締結したこと、をそれぞれ伝えた。
世界各地の環境問題をたびたび扱い、エイズ薬害訴訟、当時起こった幼女連続殺害事件などの社会問題を取り上げ、対象とする読者世代のライフスタイル情報を紹介するなど、幅広い話題を取り上げた。
1989年11月号の特集記事「講演天国ニッポンの大金持ち文化人30人」で、日本は著名人の講演料が高額すぎると批判して数十人の講演料の具体的な金額を掲載したが、アグネス・チャンの講演料の額が誤っていたことが判明して1990年1月号に謝罪記事を掲載し、同号で廃刊した。
売り上げは赤字であったものの部数は伸びつつ、広告収入は1号につき1億1,000万円程度で返本率も下降し、1990年度に講談社へ就職する社員はDAYS JAPANを最も多く志望した。講談社の当時の広報室長は廃刊の理由を、誤報により損なわれた読者の信頼を回復することが困難とするが、雑誌ジャーナリズムのあり方を社員に訓示していた当時の講談社社長を怒らせ、『週刊現代』や『フライデー』といった主力雑誌を編集する部門と『DAYS JAPAN』の編集部門との対立が遠因となった、などと『AERA』は報じた。

## DAYS JAPAN（デイズジャパン発行）
『DAYS JAPAN』は、かつて講談社から発行されていた同名誌（以下「旧DAYS JAPAN」）に関わっていた人物らが中心となり、株式会社デイズジャパンが発行しているフォトジャーナリズム誌。初代編集長は、旧DAYS JAPANでも主要な寄稿者であったフォトジャーナリストであり戦場カメラマンの広河隆一が務めた（2004年4月号から2014年9月号まで）。
創刊号は2004年4月号で、月刊で発行された。「一枚の写真が国家を動かすこともある」及び「人々の意志が戦争を止める日が必ず来る」なる惹句を創刊当時から毎号掲載した。
旧DAYS JAPANより厚い紙を使っているが、ページ数は激減し70頁弱となっている。読み物よりはビジュアルが中心の写真誌となっている。
旧DAYS JAPANは多種多様な企業の広告が多数掲載されていたが、DAYS JAPANは裏表紙や表紙の裏に、カタログハウスやアウレオなど数社が広告を掲載するのみである。そのため、賛同人や一般からの支援金および年間購読料は主要な運営資金となっている。読者に対して年間定期購読を勧めているが、店頭でも販売されている。「富士山マガジンサービス」や公式ウェブサイトから登録することで定期購読することも可能である。
2009年、資金枯渇による休刊の危機に瀕したが、報道で採り上げられたことから定期購読者が増加し危機を脱した。2011年で創刊7年目となった。
日本内外の環境問題や原発の現状、過去から現在にかけての戦争、テロ、難民問題、民族問題、貧困、児童問題、人権問題などを取り上げている。2011年4月号では、3月に発生した東日本大震災と福島第一原子力発電所事故を特集した。
2013年8月、広河が編集長引退と後任の公募を表明した。「社会の矛盾を一貫して追及してきたが、福島第一原発事故を経てもなお原発再稼働に向かう政府や東電の姿に、世論を喚起できる人材の必要性を強く感じた」とのこと。審査の結果、2014年1月に社員の丸井春が2代目編集長になることが内定し、丸井は2014年10月号から編集長に就任した。丸井は新聞社勤務などを経て2013年より同誌編集部員を務めていた。
2018年11月、経営難と広河の体調、後継者不足を理由に、2019年2月発売の15周年記念号となる3月号で休刊し、発行会社を解散すると発表した。12月26日に、広河が職場に出入りしていた女性7人に性行為やヌード写真の撮影などを要求していたと週刊文春が報じたことを受けて、12月25日の臨時取締役会で代表取締役から解任し、臨時株主総会で取締役からも解任したことが発表された。2018年11月発行の12月号で、広河の肩書は「本誌発行人」だった。
2019年3月20日発売の最終号となる3・4月号に、広河による性暴力やセクハラを検証する記事が掲載された。「被害者の声が反映されていない」「広河の言い分のみが一方的に掲載されている」など批判を受ける。
2019年3月22日、被害者の証言の収集、適切な相談窓口への案内などを目的として「DAYS元スタッフの会」が結成された。
株式会社デイズジャパンは2019年3月31日に、株主総会の決議により解散し、以降は清算手続へ移行した。
2019年12月26日、デイズジャパン検証委員会による報告書が提出される。
被害者による損害賠償請求額が残余財産を上回ったため、株式会社デイズジャパンは2020年3月19日に東京地方裁判所へ破産を申請し、同年3月25日に東京地方裁判所から破産手続開始決定を受けた。

### 主な賛同人
安斎育郎、池澤夏樹、池田香代子、石井竜也、石川文洋、板垣雄三、伊藤千尋、井上ひさし、生方卓、江川紹子、江成常夫、大石芳野、大塚敦子、落合恵子、加藤登紀子、川島進、管洋志、熊切圭介、栗原達男、桑原史成、小林正典、斎藤貴男、坂本龍一、佐高信、佐藤文則、新藤健一、立松和平、田沼武能、丹野章、筑紫哲也、土屋右二、土井敏邦、豊田直巳、中村征夫、奈良原一高、野町和嘉、灰谷健次郎、林克明、東松照明、広瀬隆、福島菊次郎、古居みずえ、本多勝一、松本徳彦、桃井和馬、森住卓、吉田ルイ子、綿井健陽

### 主な広告主
シグマ、山田養蜂場、アウレオ、カタログハウス

### DAYS INTERNATIONAL
2011年3月20日から配信されている電子版DAYS JAPAN (DAYS INTERNATIONAL)。
フォトジャーナリストを取り巻く環境が年々悪化しているなか、フォトジャーナリストに取材の発表場所を提供し、世界中の人々へ知らせる権利を守ることを目的と謳っていた。
2011年3月20日現在、日本語版と英語版を公開しており、今後はビルマ語版、韓国語版なども配信し、全6言語版で配信される予定であった。

#### 趣旨
以下の趣旨に賛同する世界各地の編集者によって、各国版の編集部を創出することを目指すとしていた。
1. 戦争・占領・差別・権力による抑圧・あらゆる問題をナショナリズムによって解決しようとすることへの否定。
2. 最も大切なものは人間の命であるという共通の認識。
3. 被害者の側に立つ報道を目指す。
4. 志あるジャーナリストを支援する。
5. 写真と映像の力を信じる。
6. 写真と映像の加工や捏造を行わない。
7. 世界でもトップクラスの写真を掲載するビジュアル・ジャーナリズム誌を目指す。
8. 写真を紹介するメディアではなく、ジャーナリズムのメディアを目指す。そのため当然、写真の質がそれほど良くなくても、問題の重さを優先することもある。

## 株式会社デイズジャパン
株式会社デイズジャパンは、東京都世田谷区に本社を置いていた出版社。月刊誌『DAYS JAPAN』の発行および販売を行った他、写真展を中心にさまざまなイベントを開いていた。また、年1回「DAYS国際フォトジャーナリズム大賞」を開催していた。
フォトジャーナリズムの発展を目的に、世界中を対象に写真作品を募集していた。受賞作品は『DAYS JAPAN』に掲載されたほか、「DAYS国際フォトジャーナリズム大賞写真展」にて展示された。2009年、2010年には、「ジャーナリストの志と責任を学ぶ」ことと「技術と取材方法を学ぶ」ことを目的とした、DAYSフォトジャーナリスト学校を開校した。

### 沿革
- 2003年12月19日 - 創業
- 2004年3月20日 - 月刊誌『DAYS JAPAN』創刊
- 2009年 - 講座「DAYS JAPANフォトジャーナリズム学校」開始（2012年まで）
- 2011年3月3日 - DAYS7周年記念イベント（於：文京シビックホール）
- 2011年3月20日 - 電子版DAYS：DAYS INTERNATIONAL配信開始
- 2018年9月29日 - 臨時株主総会で会社解散と『DAYS JAPAN』2019年3月号での休刊を決定、一部社員と係争状態となる
- 2018年12月25日 - 週刊誌での同社代表広河隆一のハラスメント報道を受け、広河に代わって川島進が代表取締役に就任し、弁護士が代理人に就任
- 2018年12月31日 - ハラスメントに関し、調査ののち検証結果を最終号に掲載すると発表
- 2019年1月13日 - 検証作業を行なっていた弁護士が解任される
- 2019年2月上旬 - 第三者によるデイズジャパン検証委員会発足
- 2019年3月31日 - 株主総会の決議により解散
- 2019年12月27日 - 検証委員会の報告書を同社サイト上に公表[21]
- 2020年3月19日 - 東京地方裁判所へ破産を申し立てる
- 2020年3月25日 - 東京地方裁判所から破産手続開始決定を受ける
- 2020年11月18日 - 法人格消滅[22]

### 「DAYS国際フォトジャーナリズム大賞」

#### 過去の受賞者
2005年以降、毎年5月号をDAYS国際フォトジャーナリズム大賞特大号として受賞者の発表を行っている。
- 第1回受賞者 2005年5月号を参照
- 第2回受賞者 2006年5月号を参照
- 第3回受賞者 2007年5月号を参照
- 第4回受賞者 2008年5月号を参照
- 第5回受賞者 2009年5月号を参照
- 第6回受賞者 2010年5月号を参照

#### 第7回受賞者
- DAYS国際フォトジャーナリズム大賞1位
「ハイチ 地震の痛手」 byヤン・ダゴ（"Haiti Earthquake Aftermath" by Jan DAGO）
※他はサイトを参照

#### 歴代審査員
- 筑紫哲也（ジャーナリスト）、江成常夫（写真家）、熊切圭介（写真家）、大石芳野（フォトジャーナリスト）、池田香代子（翻訳家）、フィリップ・ジョーンズ＝グリフィス（元マグナム会長）、広河隆一（DAYS JAPAN編集長・フォトジャーナリスト）、レネ・C・バイヤー（フォトジャーナリスト・ピューリッツァー賞受賞者）、加藤登紀子（歌手）、山田洋次（映画監督）、ジョン・G.モリス（フォトエディター）

#### 後援・協賛・協力
- 第7回後援
  - 日本写真協会、日本写真家協会、朝日新聞社、毎日新聞社、読売新聞社、土門拳記念館、東京都写真美術館
- 第7回協賛
  - ニコンイメージングジャパン、アウレオ、キヤノンマーケティングジャパン、コニカミノルタホールディングス、富士フイルム、加賀ハイテック・コダック事業本部、カタログハウス、シグマ、広河隆一非核・平和写真展委員会、ピースボート、山田養蜂場、スーパープランニング、日本大学芸術学部写真学科、清里フォトアートミュージアム、ワコム
- 第7回協力
  - ライカカメラジャパン、堀内カラー、山ノ手写真製作所